# Stazione di Siracusa Marittima

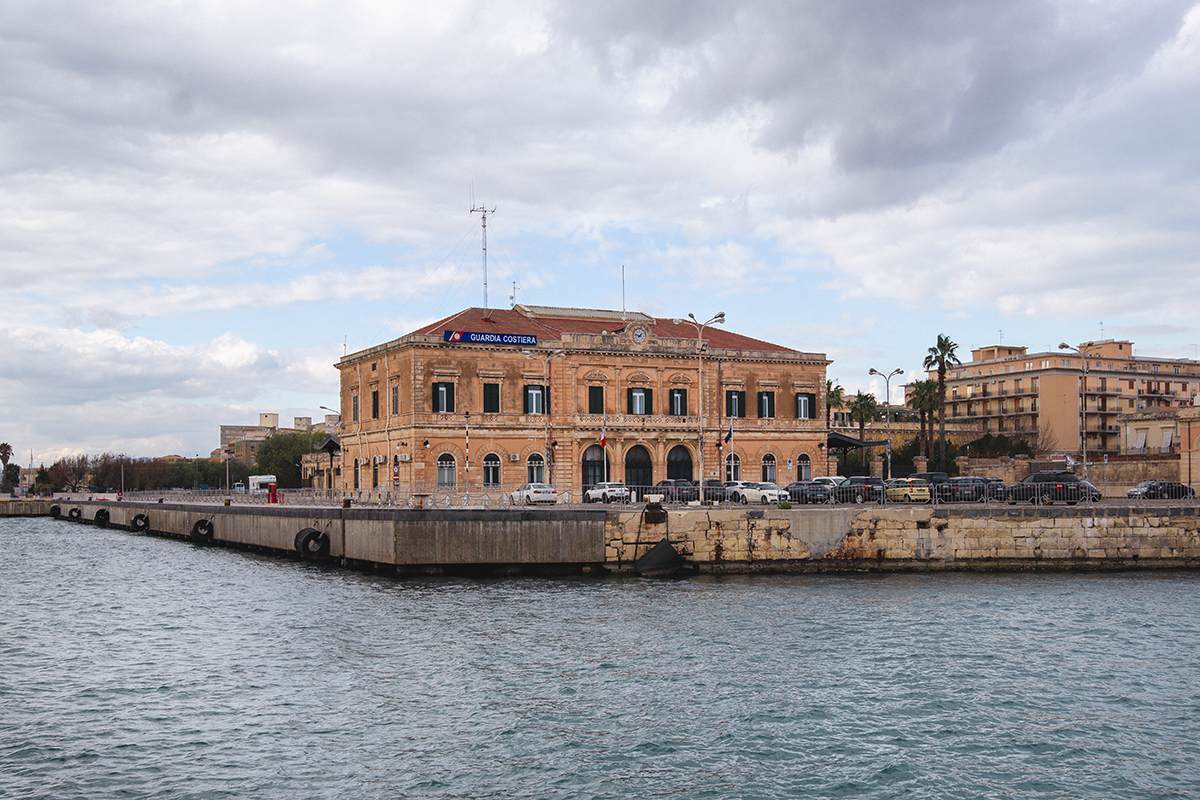

La stazione di Siracusa Marittima, già Siracusa Porto, era la stazione ferroviaria terminale delle linee ferroviarie Messina-Siracusa e Siracusa-Ragusa-Vizzini, posta in corrispondenza del porto della città di Siracusa.

## Storia

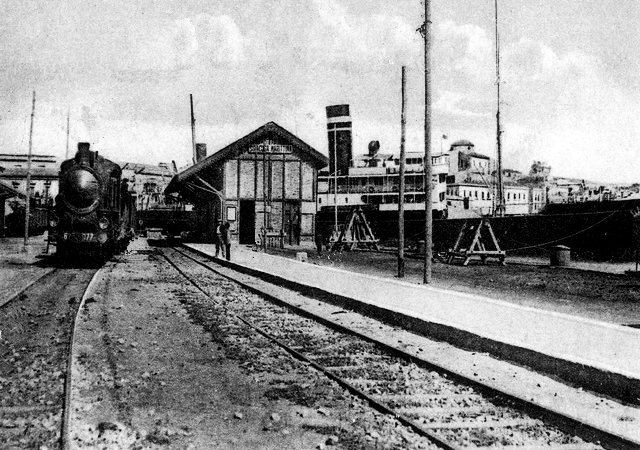
Stazione di Siracusa Marittima intorno al 1910 vista dal lato binari

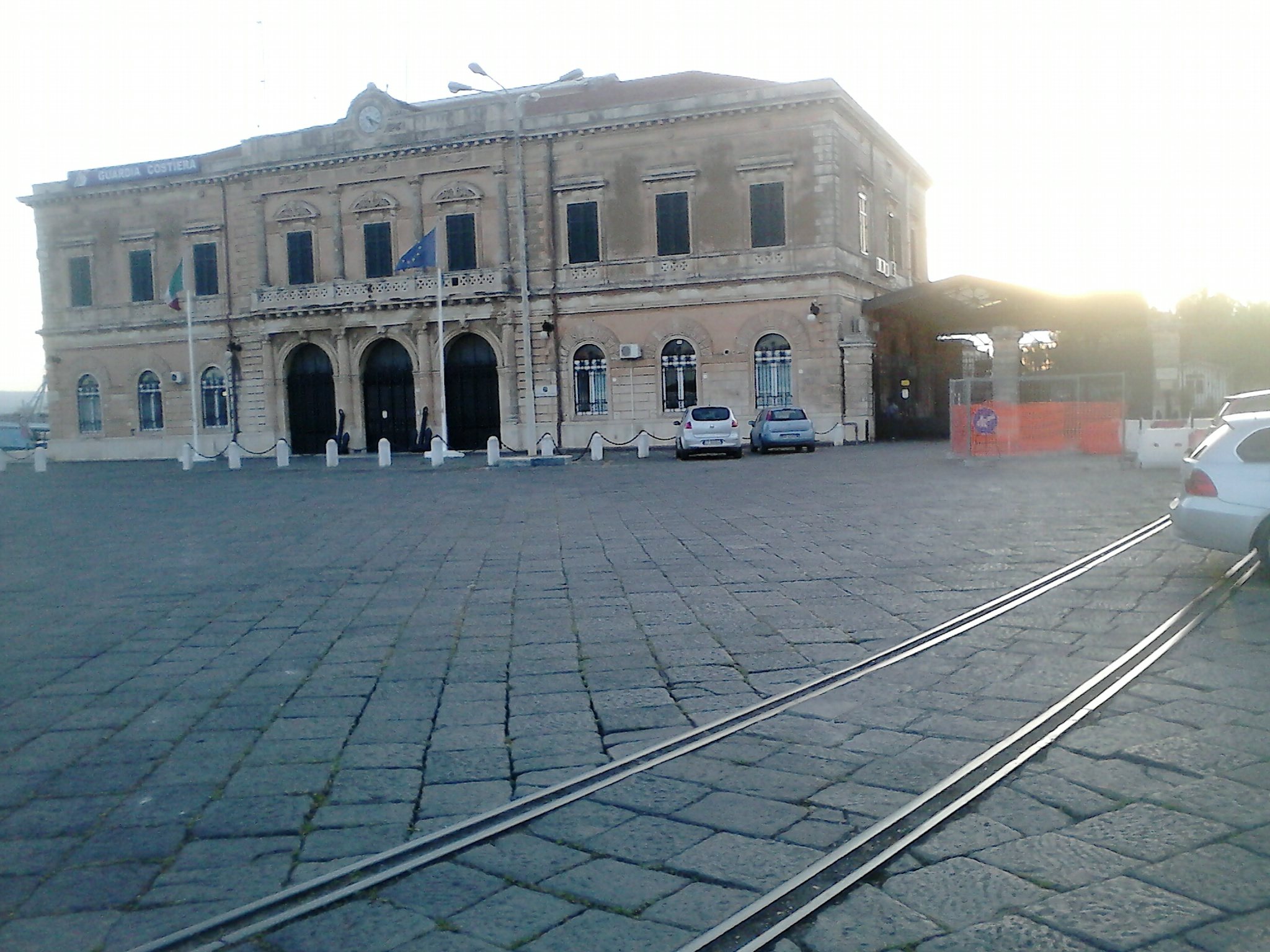
Edificio principale, nel 2014, sede della Guardia costiera

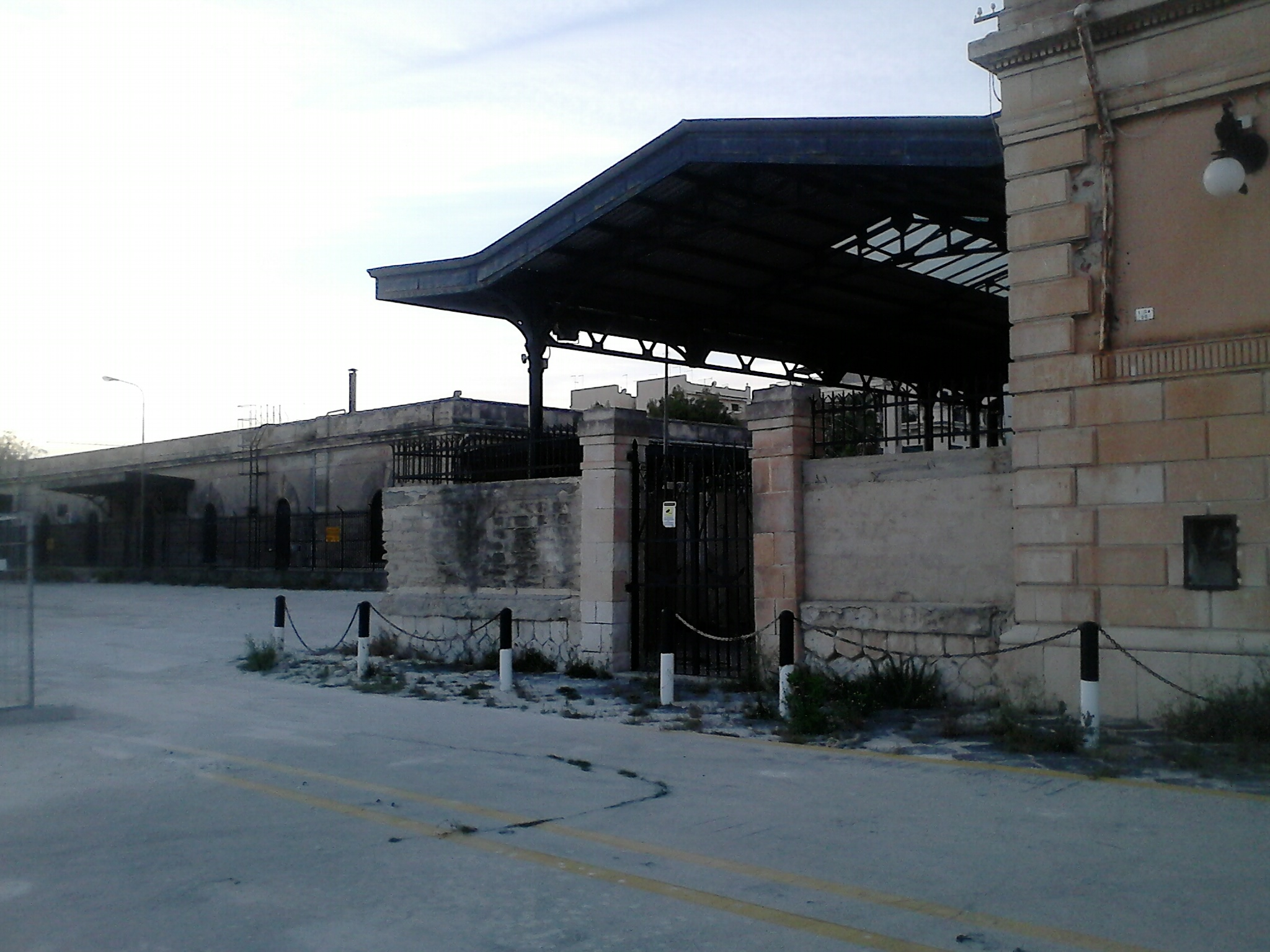
Edificio lato mare con pensilina metallica

La stazione venne realizzata al km 313+850 della linea di Messina contestualmente alla realizzazione del prolungamento di 1.563 m tra la stazione di Siracusa Centrale e le banchine del porto, allo scopo di servire il centro cittadino all'epoca costituito essenzialmente dall'isola di Ortigia, nonché il molo portuale interessato da notevole traffico marittimo. Il tronco ferroviario costituiva inoltre il completamento della ferrovia proveniente da Canicattì che serviva importanti centri abitati e aree di intensa produzione agricola (in particolare vinicola) che potevano avvalersi del porto di Siracusa per l'esportazione dei propri prodotti. 
La stazione venne inaugurata, con il nome di Siracusa Porto, contestualmente alla sezione di linea e aperta all'esercizio il 13 agosto 1892 dalla Società per le strade ferrate della Sicilia con ordine di servizio n. 9 del 31 luglio 1892. Successivamente il nome venne cambiato in Siracusa Marittima (come attestato anche dai quadri orario FS del 1938).
Il fabbricato originale, pur grande come dimensioni, era di aspetto poco elegante, più di grosso magazzino portuale; di forma rettangolare aveva il tetto spiovente che si prolungava ai due lati, mare e ferrovia, a mo' di tettoie. Venne ricostruito integralmente con uno stile più consono alla sua funzione negli anni trenta.
Nel 1930 il re Vittorio Emanuele III in visita a Siracusa inaugurò la stazione marittima.
La stazione ebbe una rilevante frequentazione di viaggiatori anche in funzione dell'approdo nel porto di navi di linea transoceaniche e di collegamento con le colonie libica ed etiopica. L'orario ferroviario 1938-1939 prevedeva la partenza giornaliera di un rapido, di tre treni giornalieri diretti per Messina Marittima (con prosecuzione per il continente) e di un accelerato per l'intero percorso fino a Messina Centrale.
Il traffico di viaggiatori divenne esiguo alla fine della guerra in concomitanza con la crisi del porto e la perdita delle colonie africane. Dal 28 maggio 1961 la stazione fu disabilitata al traffico passeggeri e bagagli. Venne del tutto soppressa alla fine degli anni ottanta ma rimase l'uso dei binari in regime di tradotta merci.
Il raccordo ferroviario di 1.563 m Siracusa-Siracusa Marittima venne dismesso definitivamente con decreto n. 19T del 23 giugno 2004 con decreto di autorizzazione del ministro delle infrastrutture e dei trasporti Pietro Lunardi, emesso ai sensi dell'articolo 2 del DM 138T del 31 ottobre 2000 e in seguito ad istanza di rinuncia alla concessione all'esercizio della linea presentata dall'amministratore delegato di RFI S.p.A. dopo avere acquisito il parere favorevole della Regione Siciliana, del Ministero della difesa, del Ministero dell'Economia e delle Finanze, e infine, il 29 aprile 2004, della Direzione generale del trasporto ferroviario.

## Strutture e impianti
La stazione consisteva di un grande fabbricato viaggiatori con pensiline sia lato mare che lato binari. Era dotata di magazzino merci, piano caricatore, ponte a bilico e telegrafo. Venne prevista anche una piattaforma girevole da 5,5 m e la sagoma limite. La stazione era abilitata sia ai trasporti a piccola velocità che a vagone completo e per singoli colli. La stazione era provvista di segnalamento fisso di protezione lato Siracusa centrale. Era presenziata da un capostazione.
Cessato il trasporto viaggiatori e la partenza di treni in orario da essa, venne disabilitata ed eliminato il segnalamento di protezione e il fascio binari restò utilizzato a regime di manovra. La rimozione completa dei binari è avvenuta nei primi anni duemila contestualmente alla riqualificazione del porto grande. L'edificio della stazione sito a sud è stato ceduto alla Guardia costiera, mentre nel lato nord dove c'era il fascio binari è stato realizzato un ampio parcheggio in cui trovano posto principalmente i pullman di turisti diretti a Ortigia.

## Movimento
Data la maggiore vicinanza a Ortigia, venne utilizzata sin dai primi anni di esercizio come origine di molti treni. L'orario ferroviario in vigore 1938-1939 prevedeva la partenza di quattro treni giornalieri, di cui tre di categoria superiore, un rapido (effettuato con le allora nuovissime automotrici ALn 56) alle ore 7:10 e tre diretti rispettivamente alle ore 13:40, 16:06 e 18:40 per Messina Marittima con proseguimento verso il continente; gli ultimi due avevano in composizione anche carrozze letto. Completava l'offerta un accelerato con partenza alle ore 7:20.
In senso inverso, l'intera linea Messina-Catania-Siracusa veniva percorsa da tre diretti provenienti dal continente (i primi due con carrozze letto) che giungevano alla stazione di Siracusa Marittima rispettivamente, alle ore 11:58, alle 13:35 e alle 17:55. Completava l'offerta giornaliera un accelerato in arrivo alle ore 8:20 proveniente da Catania.
L'orario invernale 1959-1960 (poco prima della soppressione del servizio viaggiatori) vedeva ancora 4 partenze dalla stazione Marittima: DD 58 per Messina e continente alle ore 6.50 (classificato rapido da Catania), Diretto 84 per Messina e continente alle ore 13.05 (vetture letto in composizione), DD 86 per Messina e continente alle ore 15.30 (vetture letto in composizione) e Diretto 88 per Messina e continente alle ore 18.30.